# Sloutsk
Sloutsk ou Sluck (en biélorusse et en russe : Слуцк ; en alphabet łacinka : Sluck ; en polonais : Słuck) est une ville de la voblast de Minsk, en Biélorussie, et le centre administratif du raïon de Sloutsk. Sa population s'élevait à 62 046 habitants en 2014.

## Géographie
Sloutsk se trouve à 98 km au sud de Minsk, elle possède sa gare ferroviaire.

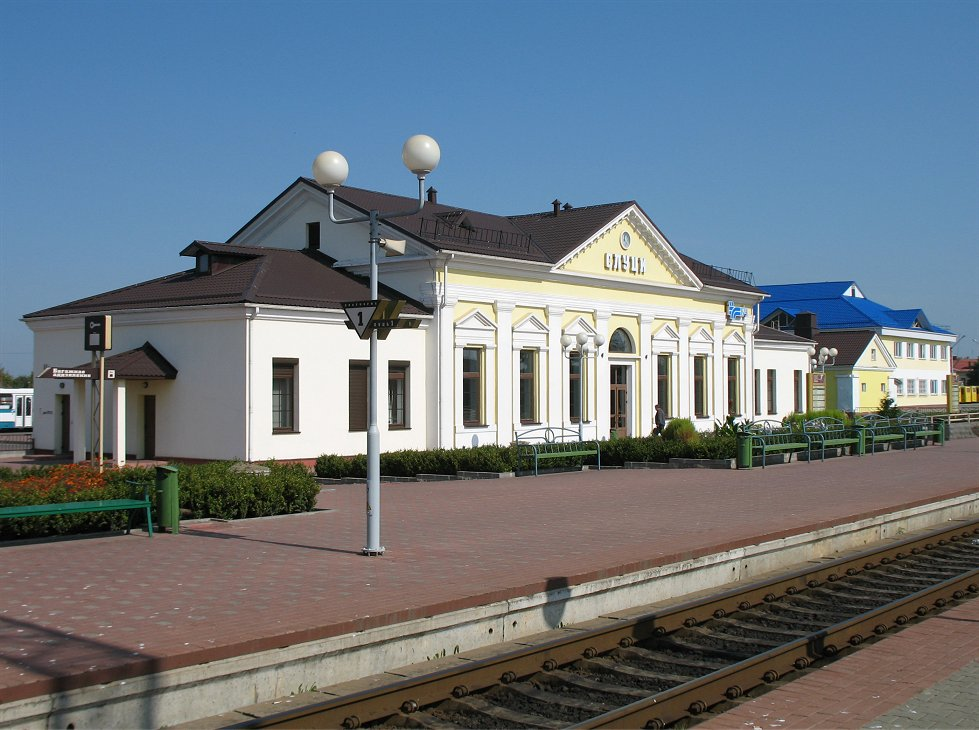
Gare de Sloutsk.

.

## Histoire
La fondation de la ville remonte à l'année 1116. Sloutsk est donc l'une des plus vieilles cités de la Russie ancienne, appartenant à la principauté de Tourov et de Pinsk, du prince Iouri Iaroslavovitch. Elle fut le siège d'une principauté indépendante en 1160. Elle fit ensuite partie du voïvodat de Novogrodek au XIVe siècle, dans le grand duché de Lituanie, qui s'unit au royaume de Pologne au XVIe siècle. Elle reçut l'autonomie urbaine (droit de Magdebourg) en 1441. La ville fut prise plusieurs fois par les Tatars de Crimée entre 1502 et 1521 et défendue par la princesse Anastasie Sloutskaïa en 1506.

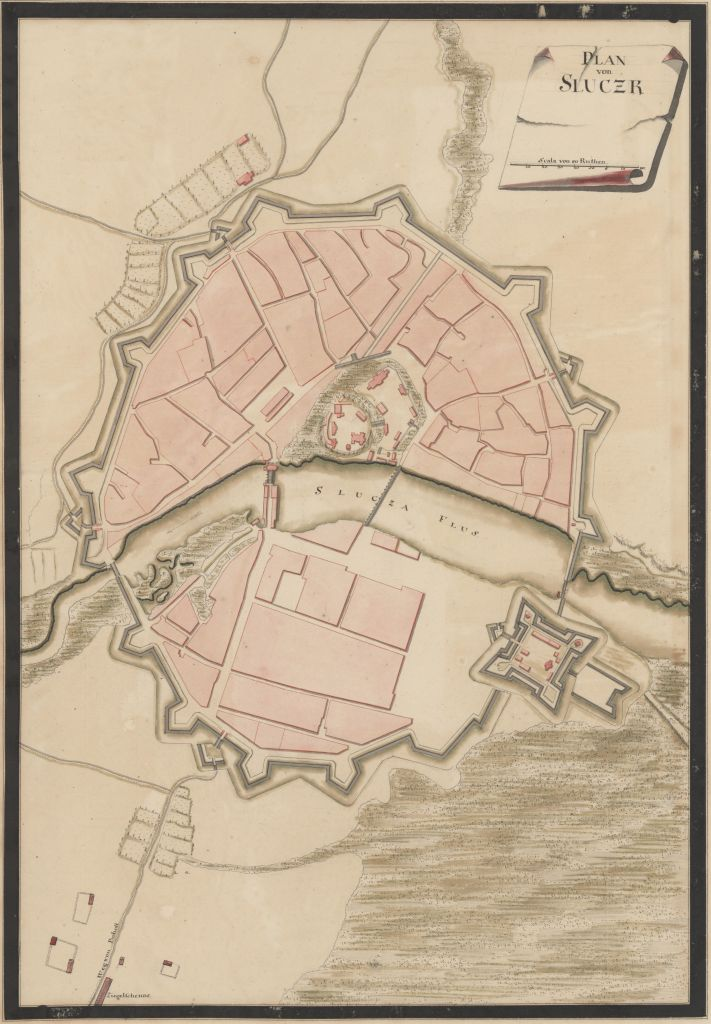
Les fortifications de la ville au début du XVIIIe siècle.

Sloutsk entra dans l'Empire russe au deuxième partage de la Pologne, en 1793. La famille Radziwill en fit son fief pendant des siècles et le protestantisme luthérien y fleurit pendant quelques décennies, au XVIe siècle, tandis que les premières communautés juives arrivèrent au XVIIe siècle.

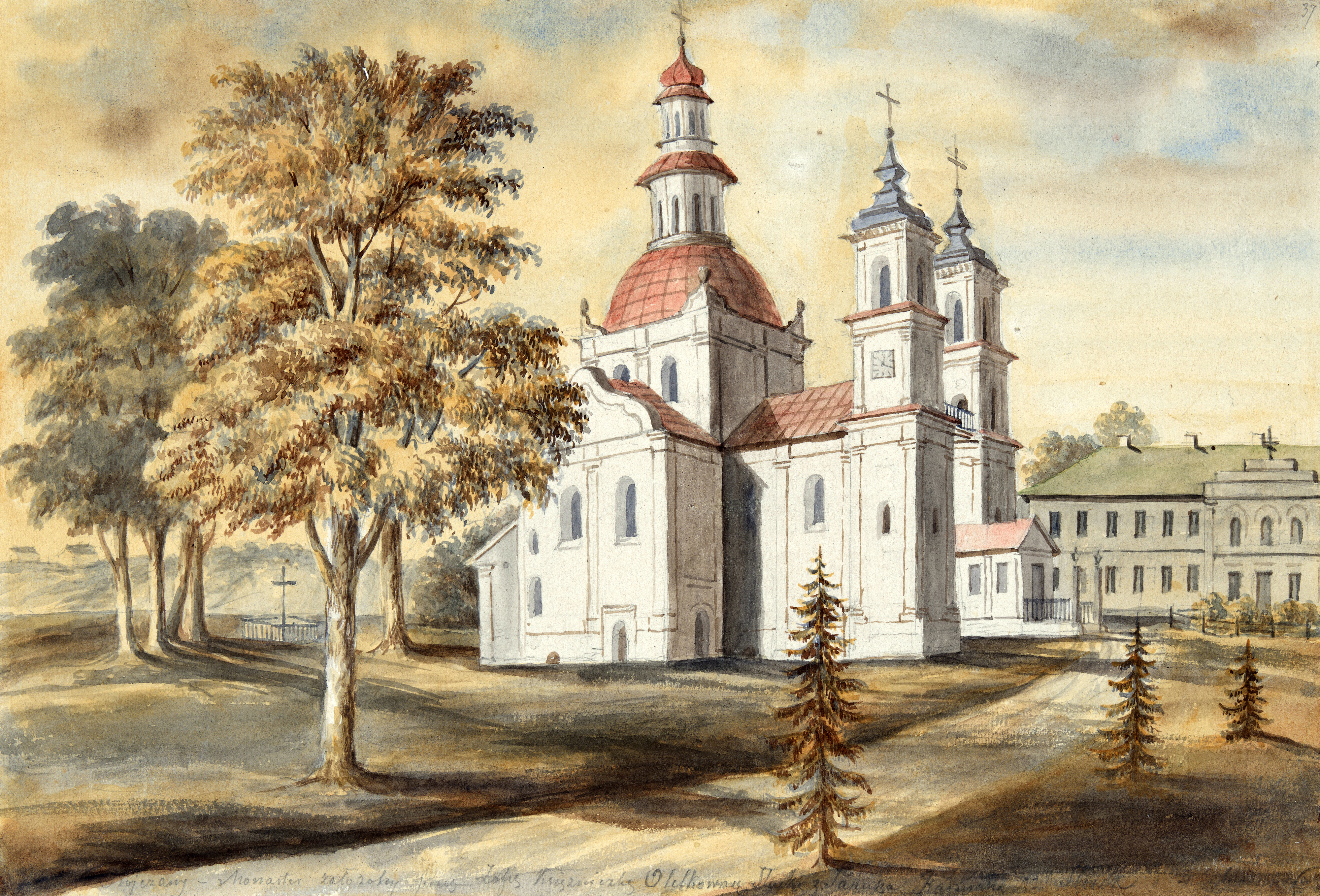
Monastère et église de la Trinité fondé en 1865, disparu en 1930.

Elle fit partie jusqu'en 1915, date de son occupation par l'armée allemande, du gouvernement de Minsk. En 1919, elle passa sous l'autorité de la république socialiste soviétique de Biélorussie, qui fut peu après incorporée à l'URSS. Elle fut ensuite occupée par l'armée polonaise entre août 1919 et novembre 1920. La résistance au bolchévisme fut donc importante, surtout en 1920, et durement réprimée.
Pendant la Seconde Guerre mondiale, Sloutsk fut occupée entre le 26 juin 1941 et le 30 juin 1944 par les armées du Troisième Reich. Les Juifs formaient la majorité de la population avant la guerre et des milliers d'entre eux furent assassinés en octobre 1941 par la Gestapo et des milices lituaniennes. Deux ghettos dirigés par Adolf Rübe regroupèrent la population juive (ghetto de Sloutsk) en 1943. La plupart des Juifs périrent dans les camps des environs ou furent déportés au ghetto de Minsk. On estime qu'en tout 30 000 civils furent tués à Sloutsk et dans les alentours pendant la guerre. La plus grande partie du patrimoine historique de la ville fut détruit.
Le patrimoine historique de la ville est réhabilité depuis l'indépendance de la Biélorussie en 1990. Sloutsk est aujourd'hui majoritairement orthodoxe, les Juifs étant moins d'une centaine en 2004. Des communautés protestantes nouvelles y ont récemment recruté de nouveaux foyers.

## Galerie

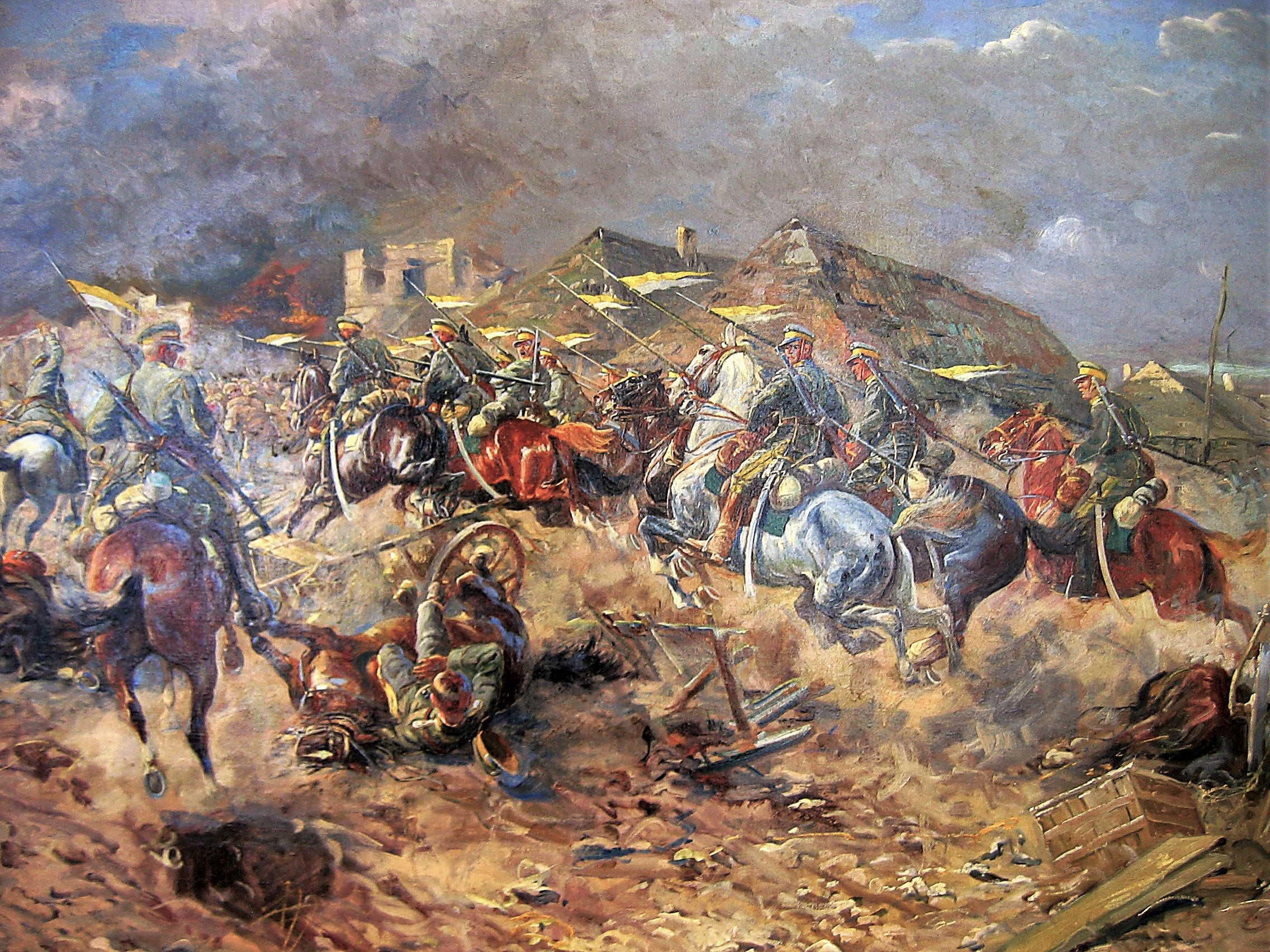
Attaque du troisième régiment de Uhlans polonais à Sloutsk en 1919
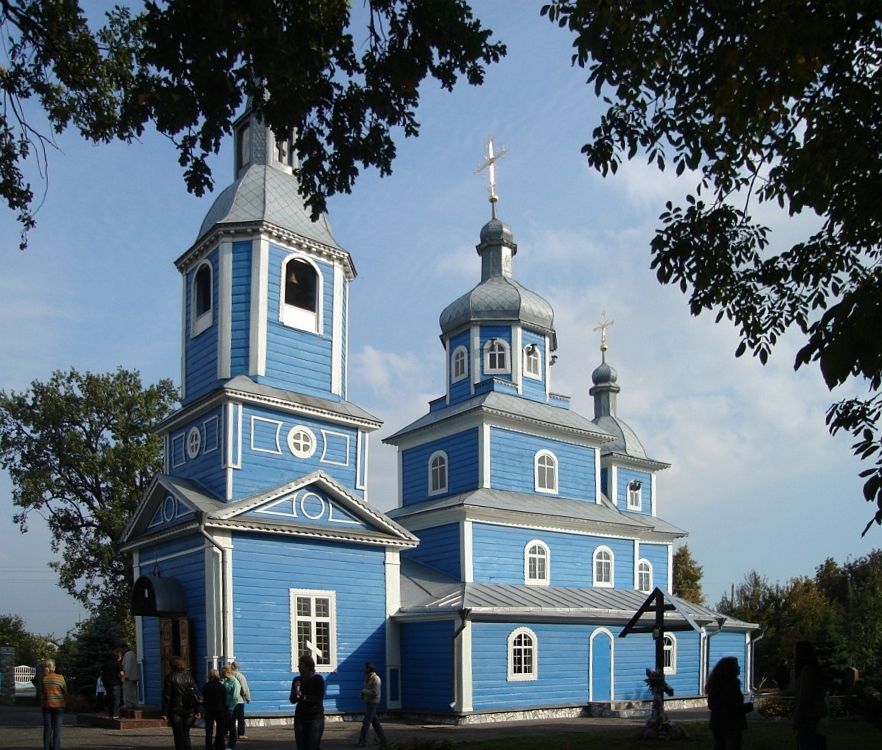
L'église Saint-Michel
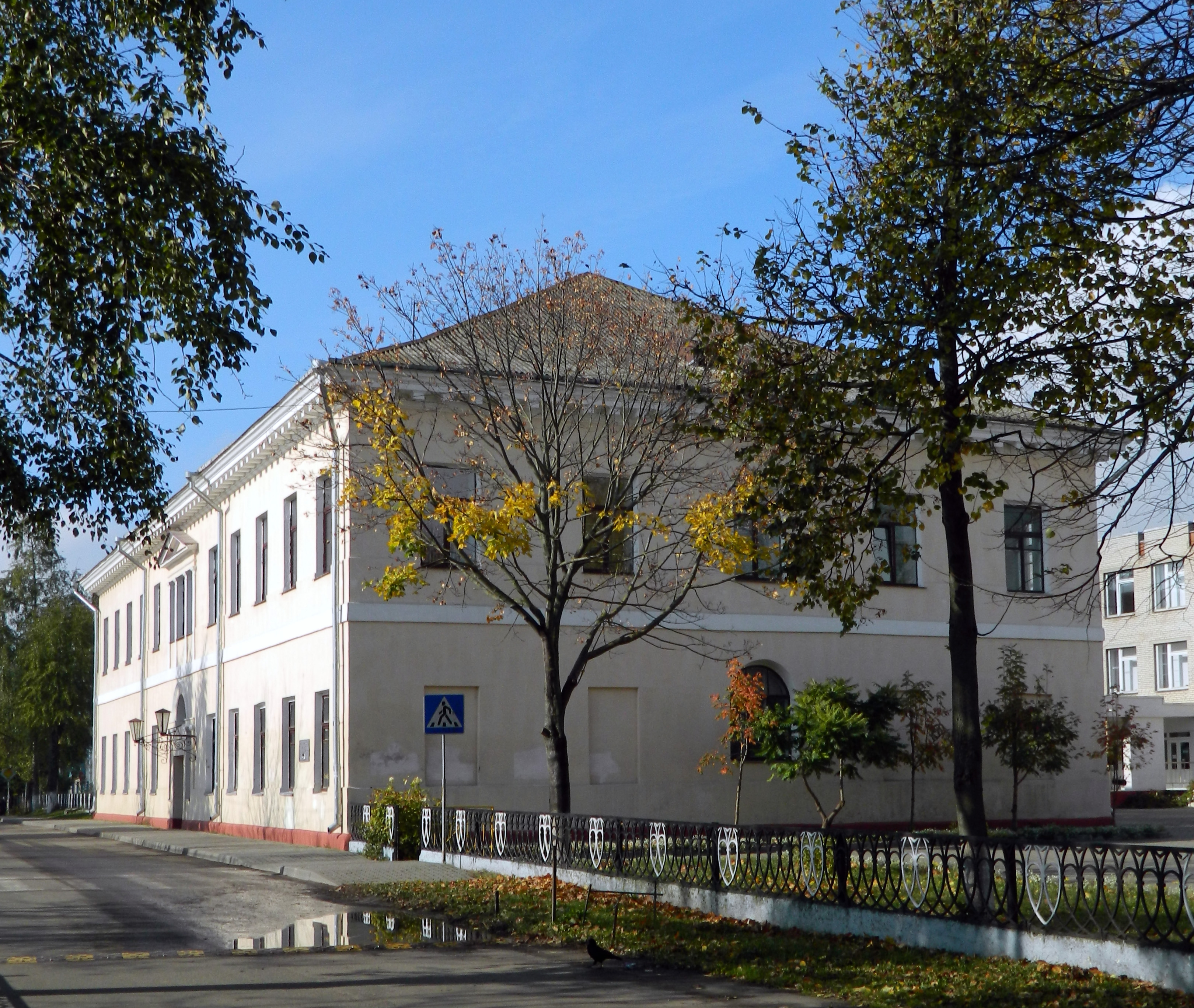
Gymnasium
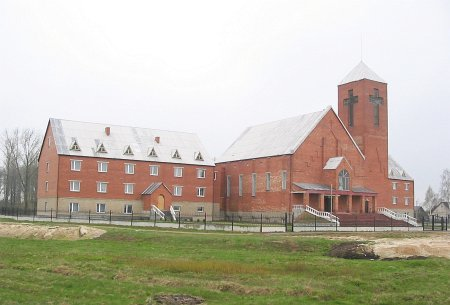
Castel Saint-Antoine

## Population
Recensements (*) ou estimations de la population :
| 1877   | 1897*  | 1907*  | 1923*  | 1926*  |
| ------ | ------ | ------ | ------ | ------ |
| 16 651 | 14 349 | 15 618 | 13 666 | 14 299 |

| 1939*  | 1944  | 1959*  | 1970*  | 1979*  |
| ------ | ----- | ------ | ------ | ------ |
| 21 947 | 7 000 | 22 740 | 35 609 | 45 176 |

| 1989*  | 1999*  | 2009*  | 2013   | 2014   |
| ------ | ------ | ------ | ------ | ------ |
| 57 556 | 63 500 | 61 444 | 61 847 | 62 046 |

## Personnalités liées à la ville
- Iouri Chevtsov (1959-), joueur et entraîneur de handball, champion olympique et du monde.
- Mikhaïl Iakimovitch (1967-), joueur de handball soviétique champion olympique puis biélorusse.
- Benjamin Karpman (1886 – 1962), psychiatre américain.
- Sémion Kosberg (1903-1965), ingénieur soviétique spécialiste de l'aviation et de la propulsion des fusées.
- Shneur Kotler (1918-1982), Rosh yeshiva de la Yechiva de Lakewood, New Jersey
- Manuil Kozachinsky (1699-1755), confesseur orthodoxe, éducateur, enseignant et scribe, est mort à Sloutsk.

## Jumelage
La ville est jumelée à :
- Sisian (Arménie)
- Shaki (Azerbaïdjan)
- Brovary (Ukraine)
- Wuwei (Chine)
- San Giovanni Valdarno (Italie)
- Soroca (Moldavie)
- Friazino (Russie)
- Serpoukhov (Russie)